# KIAA0368
El homólogo de la proteína ECM29 asociada al proteasoma es una proteína que en humanos está codificada por el gen KIAA0368.